# Myzocallis polychaetus
Myzocallis polychaetus är en insektsart. Myzocallis polychaetus ingår i släktet Myzocallis och familjen långrörsbladlöss. Inga underarter finns listade i Catalogue of Life.